# سيسيل كيرن
سيسيل كيرن (بالإنجليزية: Cecil Kern)‏ هي ممثلة أمريكية، ولدت في عقد 1880 في بورتلاند في الولايات المتحدة، وتوفيت في 5 يونيو 1967 في نيويورك في الولايات المتحدة.

## وصلات خارجية
- سيسيل كيرن على موقع IMDb (الإنجليزية)
- سيسيل كيرن على موقع قاعدة بيانات برودواي على الإنترنت (الإنجليزية)